# Хьюго (ураган)
Ураган «Хьюго» (англ. Hurricane Hugo) — разрушительный ураган типа Кабо-Верде, прошедший в сентябре 1989 года над северной частью Карибского моря и восточным побережьем США. Образовавшись у северо-запада Африки, Хьюго двигаясь на запад пересёк Атлантический океан, кратковременно достигнув пятой, высшей категории по шкале ураганов, после чего ослабев до четвёртой категории обрушился на острова Гваделупа и Санта-Крус, а после ослабления до третьей категории — на Пуэрто-Рико. Повернув на северо-запад ураган было ослаб до второй категории, но затем вновь начал усиливаться и после достижения четвёртой категории прошёл над юго-восточным побережьем США, постепенно ослабевая, пока его остатки не достигли озера Эри. Жертвами урагана стало в общей сложности 107 человек (67 прямых, 40 косвенных), а общий ущерб оценивается в 11 миллиардов долларов США. На то время это был самый разрушительный ураган в истории США (по материальному ущербу).

## История урагана

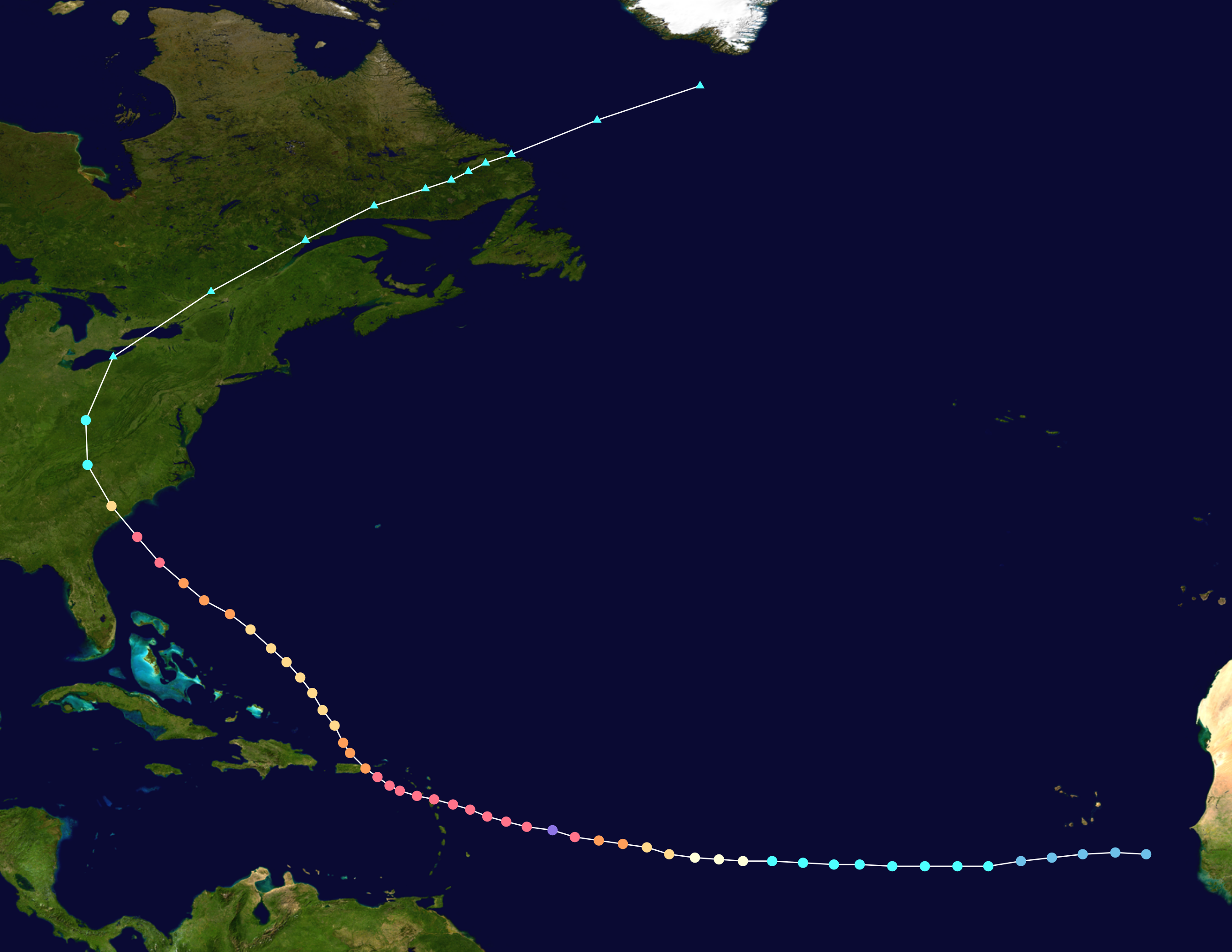
Траектория урагана

Хьюго представляет собой классический ураган типа Кабо-Верде. 9 сентября 1989 года спутники зафиксировали близ северо-запада Африки тропическую волну, из которой на следующий день близ островов Кабо-Верде (13°12′ с. ш. 20°00′ з. д.) образовалась тропическая депрессия. Поначалу быстро продвигаясь на запад через Атлантику, эта депрессия стала набирать силу, а ко второй половине 11 сентября скорость ветров в ней достигала 35 узлов, то есть это был уже тропический шторм (12°30′ с. ш. 29°12′ з. д.). Ещё через двое суток скорость ветров в данном шторме превысила планку в 64 узла, тем самым Хьюго достиг уровня урагана (12°48′ с. ш. 43°30′ з. д.). Поначалу скорость продвижения Хьюго на запад была велика, однако достаточно скоро он замедлился. К 15 сентября по оценке метеорологов Хьюго достиг третей категории, но к середине дня скорость ветров достигла 125 узлов, что соответствовало четвёртой категории. К 18 часам UTC того же дня самолёты «Охотников за ураганами» зафиксировали постоянные ветра в 175 узлов, а один из них (NOAA 42) при попадании в мезавихрь (14°36′ с. ш. 54°36′ з. д.) зафиксировал ветра в 185 узлов с порывами до 196 узлов. Таким образом это был уже ураган пятой, наивысшей категории. Давление в глазе составляло всего 918 мбар — самое низкое давление, зафиксированное над Атлантикой. После этого Хьюго постепенно пошёл на спад.

Хьюго у побережья Южной Каролины

17 сентября ослабевший до четвёртой категории Хьюго достиг Гваделупы (16°18′ с. ш. 61°18′ з. д.), разрушив при этом половину Пуэнт-а-Питра, в ночь на 18 сентября прошёл над Санта-Крусом (17°42′ с. ш. 64°48′ з. д.), а вскоре пересёк северо-восточную часть Пуэрто-Рико (18°12′ с. ш. 65°30′ з. д.), после чего выйдя в открытый океан направился на северо-запад. Следуя над океаном на протяжении трёх дней, к началу 20 сентября (23°30′ с. ш. 69°18′ з. д.) Хьюго ослаб до второй категории, а скорость ветров в нём составляла около 90 узлов. Однако затем ураган начал вновь быстро набирать силу и в ночь с 21 на 22 сентября он достиг четвёртой категории, когда обрушился на побережье Южной Каролины близ Чарлстона (32°48′ с. ш. 79°48′ з. д.). Двигаясь затем вдоль восточного побережья Хьюго начал быстро ослабевать и к середине того же дня достиг уровня шторма (35°54′ с. ш. 81°42′ з. д.), а ещё через сутки близ озера Эри (42°12′ с. ш. 80°12′ з. д.) — уровня грозы. 25 сентября эта гроза пройдя над Ньюфаундлендом в северо-восточном направлении вышла в Атлантический океан (58°00′ с. ш. 46°00′ з. д.).